# Tmesisternus costulatus
Tmesisternus costulatus är en skalbaggsart som beskrevs av Stefan von Breuning 1939. Tmesisternus costulatus ingår i släktet Tmesisternus och familjen långhorningar. Inga underarter finns listade i Catalogue of Life.